# Un turco napoletano
Pour plus de détails, voir Fiche technique et Distribution.
Un turco napoletano est un film italien réalisé par Mario Mattoli et sorti en 1953,.
C'est une adaptation de la pièce du célèbre écrivain napolitain Eduardo Scarpetta, père d'Eduardo et de Peppino De Filippo.

## Synopsis
L'histoire se déroule à Naples et à Sorrente à la fin du XIXe siècle.  
Le voleur Felice Sciosciammocca (ce qui signifie « joyeux » pour le prénom et « bouche bée au risque d'avaler des mouches » pour le nom), associé au bandit Faina (« belette ») s'évade de prison et rencontre un eunuque turc qui doit se rendre à Sorrente pour un travail. Don Felice le kidnappe et vole sa lettre de recommandation afin de s'introduire dans la maison d'un riche homme d'affaires, Don Pasquale.
Don Pasquale est jaloux de sa femme et de sa fille, qui est promise à Don Carluccio avec une dot. Il devient immédiatement soupçonneux : au lieu de se comporter en protecteur asexué, il se révèle un coureur de jupons qui s'attire la sympathie de toutes les jeunes filles de la ville et la colère de leurs fiancés…

## Fiche technique
- Réalisation : Mario Mattoli
- Scénaristes : Sandro Continenza, Italo De Tuddo, Ruggero Maccari et Mario Monicelli ; Eduardo Scarpetta (Farsa Nu turco napulitano)
- Musique : Pippo Barzizza et Tito Solesi
- Direction de la photographie : Riccardo Pallottini et Karl Struss
- Montage : Renato Cinquini et Roberto Cinquini
- Décors : Piero Filippone
- Costumes : Dario Cecchi
- Pays de production : Italie
- Langues : français et italien
- Lieux de tournage : Ponti-De Laurentiis Studios, Rome, Lazio (Italie)
- Sociétés de production : Lux Film, Ponti-De Laurentiis, Cinematografica, Rosa Film
- Format : 35 mm, couleur (Ferraniacolor), rapport de forme : 1.37 : 1, procédé cinématographique : spherical, son mono (Western Electric Recording)
- Durée : 90 minutes (2515 m)
- Dates de sortie :
  - Italie : 16 septembre 1953 (Milan), 19 septembre 1953 (Rome), 22 septembre 1953 (Turin)
  - Portugal : 18 septembre 1955

## Distribution
- Totò : Felice Sciosciammocca
- Ignazio Balsamo : Luigi
- Isa Barzizza : Giulietta
- Primarosa Battistella : Lisetta
- Liana Billi : Giuliana
- Carlo Campanini : Don Pasquale
- Anna Campori : Concettella
- Mario Castellani : L'onorevole Cocchetelli
- Dino Curcio : Michele
- Christiane Dury : Marion
- Franca Faldini : Angelica
- Amedeo Girard : Ignazio
- Aldo Giuffré : Faina
- Vinicio Sofia